# Marina de Guerra Revolucionaria
La Marina de Guerra Revolucionaria (Marina da Guerra Rivoluzionaria) è la componente navale delle forze armate rivoluzionarie cubane.

## Struttura
La marina cubana ha un limitato numero di navi operative, tutte obsolete e mancanti di pezzi di ricambio. Le tre fregate della classe Koni ex-sovietiche usate in passato sono state affondate come bersagli o per creare barriere artificiali. Nel 2007 la sua forza complessiva era stimata in 3 000 effettivi, compresi circa 550 fanti di marina inquadrati nel battaglione Desembarco de Granma.

### Flotta

#### Unità future
- da 1 a 4 sottomarini classe Sang-O migliorati, coprodotti tra Cuba e Corea del Nord
- da 1 a 5 sottomarini classe Delfin di produzione nazionale

#### Attuali
- 2 fregate classe Rio Damuji, con 1 cannone da 57 mm, 2 missili SS-1 Styx superficie - superficie, 1 mitragliatrice 12,7 mm, 2 mitragliere da 25 mm.
- 1 corvetta classe Pauk II, costiera con 1 cannone da 76 mm, 4 tubi lanciasiluri antisommergibile, 2 lancia razzi antisommergibile - 495 t a pieno carico - entrata in servizio dal 1990
- 6 battelli lanciamissili classe Osa II ex-sovietici ancora operativi sui 13 Tipo II trasferiti
- 3 dragamine costieri ex-sovietici classe Sonya ancora operativi sui 4 trasferiti
- 5 dragamine costieri ex-sovietici classe Yevgenya ancora operativi sugli 11 trasferiti
- 1 nave per la raccolta di informazioni
- 2 battaglioni d'asalto anfibio
- pezzi d'artiglieria da 122 mm
- pezzi d'artiglieria da M-1931/3
- pezzi d'artiglieria da 130 mm: M-46
- pezzi d'artiglieria da 152 mm: M-1937
- 10 sistemi missilistici superficie-superficie SSC-3

La guardia di frontiera ha due pattugliatori classe Stenka e da 30 a 48 battelli classe Zhuk, di costruzione nazionale su licenza; alcuni tra loro montano un cannone binato da 30 mm.